# Odelsrett
Odelsrett är en uråldrig institution i den norska lagstiftningen och får enligt grundlagens § 107 inte upphävas. Odelsrätten bestämmer, att all jord på landet (inte i städerna), som i minst 20 år ägts av en och samma person eller av hans förfäder, kan av släktens medlemmar (i närmare bestämd ordning) inlösas efter taxeringsvärde, fast den övergått i annans ägo, om sådant sker inom de närmaste tre åren. Den, som sålunda begagnat sin odelsrätt, är emellertid skyldig att bruka jorden i tre år, vid risk att den annars övergår till den nye ägaren. Den laga formen för ett sådant återbördande benämns odelssögsmål, vari det gäller att ytterst noga bevaka alla detaljer, då det minsta processuella formfel kan medföra förlust av odelsrätten.
Odelsrett motsvaras i Sverige av svensk bördsrätt.  Jämför även med fideikommiss. Se också artikeln om arvsbegreppet odal.